# Laura Llevadot i Pascual
Laura Llevadot i Pascual (1970) és una professora d'universitat i filòsofa catalana. Va llicenciar-se en Filosofia a la Universitat de Barcelona, on va obtenir també el doctorat amb una tesi sobre el filòsof Søren Kierkegaard. Actualment és professora de filosofia contemporània a la mateixa universitat. La seva recerca gira al voltant de la filosofia francesa del segle XX: filosofies de l'alteritat, la desconstrucció, estètica i el pensament polític postfundacional.
El 2014 va impulsar Barcelona Pensa, el primer festival de filosofia als Països Catalans, seguint el model dels festivals de pensament que s'organitzen a diferents ciutats de l'Estat francès. Va ser directora de les edicions de 2014 i 2015, i de llavors ençà hi ha continuat participant amb diferents activitats.
L'any 2017 va començar a dirigir un projecte editorial en llengua catalana sobre el pensament polític postfundacional, concepte importat del filòsof Oliver Marchart, però que va més enllà i n'ofereix una perspectiva àmplia i crítica. Els llibres introductoris al pensament postfundacional són editats per investigadors actuals i tenen com a objectiu potenciar el pensament i l'escriptura filosòfica en llengua catalana.

## Obres

### Llibres
- La philosophie seconde de Kierkegaard: Ecriture et répétition, Paris, L'Harmattan 2013. ISBN 978-2296997110
- Kierkegaard through Derrida, Aurora, CO, The Davies Group Publishers, 2013. ISBN 978-1-934542-32-3
- Jacques Derrida: democràcia i sobirania, Barcelona, Gedisa, 2018. ISBN 978-84-17690-51-9

### Llibres coeditats
- Amb Jordi Riba, Filosofías postmetafísicas: 20 años de filosofía francesa contemporánea, Barcelona, editorial UOC, 2012. ISBN 978-8490291658
- Amb Dario González Vazquez i Begonya Sáez Tajafuerce, Kierkegaard y las artes. Pensar la creación, Barcelona, editorial UOC, 2016. ISBN 978-8491161462
- Amb Jordi Riba i Patrice Vermeren, Barcelone pense-t-elle en français?: La lisibilité de la philosophie française contemporaine, Paris, L'Harmattan 2016. ISBN 978-2343096438
- Amb Carmen Revilla, Interpretando a Antígona, Barcelona, editorial UOC 2017. ISBN 978-8490647936
- Amb Juan Evaristo Valls Boix i Patrice Vermeren, Penser avec les lèvres: La philosophie contemporaine à l'épreuve de la langue, Paris, L'Harmattan 2019. ISBN 978-2343177281
- Amb Xavier Bassas, Laura llevadot, et al.; Pandémik/Pandèmik. Perspectivas posfundacionales sobre contagio, virus y confinamiento. NED, 2020. [[Especial:Fonts bibliogràfiques/84-18273-25-9|ISBN 84-18273-25-9]].[15]